# سامانه دانشگاه ایالتی تگزاس
سامانهٔ دانشگاه ایالتی تگزاس (به انگلیسی: Texas State University System) یکی از سامانه‌های دانشگاهی معتبر آمریکا است و متشکل از ۸ دانشگاه می‌باشد.

## اعضا و شعبات
این سامانه دانشگاهی در ۸ شهر تگزاس شعبه دارد. مهمترین مراکز این سامانه عبارتند از:
- دانشگاه ایالتی تگزاس در سن مارکوس
- دانشگاه ایالتی سام هیستون
- دانشگاه ایالتی سول‌راس

## پیوندهای رسمی
- وب‌گاه رسمی سامانه